# Sveno Gunnarinus
Sveno Gunnarinus, född 1641 i Bottnaryds församling, Skaraborgs län, död 30 november 1708 i Bottnaryds församling, Skaraborgs län, var en svensk präst. 

## Biografi
Sveno Gunnarinus föddes 1641 i Bottnaryds församling. Han var son till kyrkoherden Gunnarus Israelis och Elin Berosdotter i Bottnaryds församling. Gunnarinus blev 1666 student vid Uppsala universitet och avlade filosofie kandidat examen 1679. Han blev 1679 komminister i Bottnaryds församling och avlade pastoralexamen 1691. Gunnarinus blev 1691 kyrkoherde i Bottnaryds församling. Han blev vice kontraktsprost i Redvägs kontrakt 1693 och ordinarie kontraktsprost 1694. Gunnarinus avled 1708 i Bottnaryds församling.
Gunnarinus var orator vid prästmötet 1692 och predikant vid prästmötet 1696.

### Familj
Gunnarinus gifte sig första gången med Karin Lundelius. Hon var dotter till kyrkoherden Brynolf Lundelius i Habo församling. Gunnarinus gifte sig andra gången med Anna Hösnander. Hon var dotter till kyrkoherden Andreas Hösnander i Hössna församling. Gunnarinus gifte sig tredje gången 1695 med Lisa Dryselius (död 1711). Hon var änka efter en styckjunkare i Småland. Gunnarinus fick totalt nio barn. Dotter Gunilda gifte sig med komministern Sven Romelius i Bottnaryds församling.